# Endiandra grandifolia
Endiandra grandifolia är en lagerväxtart som beskrevs av Teschn.. Endiandra grandifolia ingår i släktet Endiandra och familjen lagerväxter. Inga underarter finns listade i Catalogue of Life.